# 德國手球甲級聯賽
德国手球甲级联赛是德国的顶级职业手球联赛。德國手球甲級聯賽始於1966年，起初分为北部賽區和南部賽區。1977年，兩個賽區合併。 德國手球甲級聯賽賽事舉辦方的总部位于多特蒙德。每個賽季德國手球甲級聯賽排名最後2位的球隊會降級至德國手球乙級聯賽。